# Notornis (Zeitschrift)
Notornis ist eine wissenschaftliche Zeitschrift, die sich der Vogelfauna Neuseelands und des Pazifiks widmet und vierteljährlich erscheint. Sie wird seit 1943 von der Ornithological Society of New Zealand herausgegeben und erschien bis 1950 unter dem Namen New Zealand Bird Notes.

## Geschichte
Die erste Ausgabe der Zeitschrift erschien im Januar 1943 unter dem Namen N.Z. Bird Notes (siehe Nachdruck vom September 1947, allerdings mit geändertem Namen). Zuvor waren Benachrichtigungen und wissenschaftliche Arbeiten als über Matrizen vervielfältigte Publikationen herausgegeben worden. von 1942 bis 1943 gab die Gesellschaft ein Bulletin heraus. Die Ornithological Society begründete die Schaffung des neuen Journals mit der Notwendigkeit für eine Plattform, auf der Ornithologen ihre Forschungsergebnisse und Beobachtungen präsentieren konnten. Die Verantwortlichen waren vor allem mit der geringen Zahl von Arbeiten unzufrieden, die bis dahin bei der Ornithological Society eingereicht wurden. Auch wurde angeführt, dass man diese Forschungsergebnisse einer breiteren Öffentlichkeit zugänglich machen wolle. Ab Juli 1946 erschien das Journal dann unter dem ausgeschriebenen Titel New Zealand Bird Notes.
Im Mai 1950 beschloss die Generalversammlung der Ornithological Society, die Zeitschrift in Notornis (griechisch für „Südlicher Vogel“) umzubenennen; dies war der damalige wissenschaftliche Gattungsname der Takahē. Dieser Schritt wurde mit der Tendenz anderer ornithologischer Gesellschaften begründet, die eigene Zeitschrift nach einer Vogelgattung zu benennen. Seit 1977 gibt die Gesellschaft zudem den OSNZ Newsletter als Ableger und Ergänzung zu Notornis heraus, ab 2000 hieß dieser Southern Bird.

## Inhalt
Notornis enthält neben Publikationen zu Feldforschungen auch sogenannte Short Notes, in denen Mitglieder der Ornithological Society über bemerkenswerte Vogelsichtungen berichten und die etwa eine Seite umfassen. Der Schwerpunkt der Publikationen liegt auf der Erforschung der Vogelwelt Neuseelands, Australiens und des südlichen Pazifiks. Ausgaben können auf der Website von der Ornithological Society of New Zealand kostenlos abgerufen werden.